# One (musikgrupp)
One är ett cypriotiskt pojkband bildat 1999, bestående av Constantinos Christoforou, Demetres Koutsavlakis, Philippos Constantinos, Argyris Nastopoulos och Panos Tserpes. Gruppen bildades av Georges Theofanous som skriver allt material till gruppen. De blev tillfrågade att representera sitt hemland i Eurovision Song Contest 2002 varefter Theofanous specialskrev Gimme till tävlingen. De lottades som startnummer ett och slutade kvällen på sjätteplats. Efter tävlingen uppmärksammades gruppen även i Grekland.
Constantinos Christoforou representerade Cypern vid Eurovision Song Contest 1996 och åter 2005, då med den egenskrivna låten Ela Ela.